# Université Salve Regina

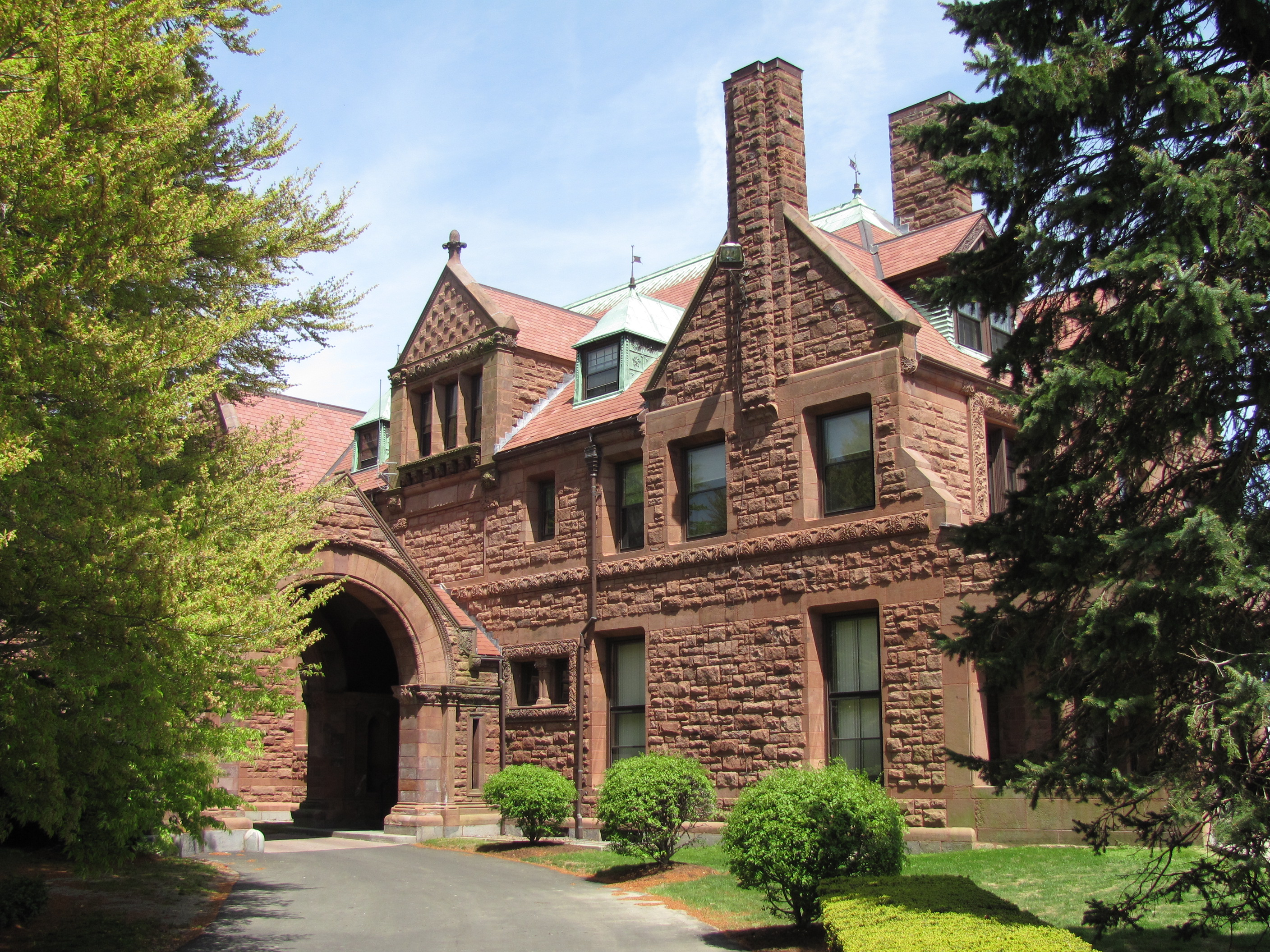
McAuley Hall de l'université Salve Regina.

L'université Salve Regina est une université catholique privée coéducative située à Newport, dans l'état de Rhode Island, aux États-Unis. Elle a été fondée en 1934 par les Sœurs de la Miséricorde et est accréditée par la New England Commission of Higher Education. L'université accueille chaque année plus de 2 800 étudiants de premier et deuxième cycles.
Le campus côtier historique de Salve, d'une superficie de 80 acres, bordant la promenade de la falaise de Newport dans l'État de Rhode Island, est situé sur sept domaines contigus de l'âge d'or, avec 21 structures d'importance historique. L'université abrite le Pell Center for International Relations and Public Policy.
Salve est membre de la Division III de la NCAA et en 2022, environ 520 étudiants - soit environ 18 % du corps étudiant - ont participé à des activités sportives intercollégiales.

## Historique
Le 6 mars 1934, l'État du Rhode Island a accordé une charte aux Sœurs de la Miséricorde de Providence pour la création d'une société baptisée Salve Regina College (traduit du latin par « Salut la Reine »). La charte spécifiait que le collège existerait « pour promouvoir la vertu, la piété et l'apprentissage »
En 1947, la société a reçu le don d'Ochre Court, un manoir de 50 pièces de Newport, de l'homme d'affaires Robert Goelet IV, et a admis sa première classe de 58 étudiants à l'automne de la même année.
La première présidente du collège est Mary Matthew Doyle (1870-1960), qui est également la première mère provinciale des Sœurs de la Miséricorde de Providence.
Dans les années 1950, deux autres bâtiments sont ajoutés au campus : Moore Hall, construit en 1890, a été donné au collège en 1955 par Cornelius Moore, ancien maire de Newport et président du premier conseil d'administration ; McAuley Hall, à l'origine du Vinland Estate, a été donné au collège en 1955 par Florence Burden, fille de Florence Adele Vanderbilt Twombly.
Salve Regina était à l'origine un collège de femmes, qui est devenu mixte en 1973. L'établissement a ajouté des programmes d'études supérieures en 1975 et, en 1991, a obtenu le statut d'université, devenant ainsi la Salve Regina University. Ces changements ont eu lieu pendant le mandat de la présidente la plus ancienne, Lucille McKillop, qui a dirigé l'institution de 1973 à 1994. Au cours de cette période, l'école est passée de 1000 étudiants étudiant neuf disciplines à plus de 2300 étudiants étudiant 25 disciplines.
En 2000, le campus s'étendait sur 60 acres et comprenait 18 bâtiments d'importance historique. La même année, l'université a reçu un prix de préservation historique de la Rhode Island Historical Preservation and Heritage Commission pour son travail de préservation et d'« adaptation sensible » des bâtiments, ainsi que le National Preservation Award 1999 du National Trust for Historic Preservation.
En 2002, l'université a reçu une subvention du Getty Grant Program pour développer un plan de préservation du patrimoine sur le campus.
En décembre 2015, l'université a reçu la désignation Tree Campus USA, un programme de la Fondation Arbor Day qui reconnaît et encourage les meilleures pratiques de plantation et d'entretien des arbres du campus et l'engagement des étudiants dans la gestion de l'environnement. L'université a également été accréditée par le Morton Arboretum en tant qu'arboretum de niveau II pour ses arbres et paysages historiques en 2016.

## Classement
Pour son édition 2023, la Princeton Review a sélectionné l'université comme l'un des « meilleurs collèges » d'Amérique. Dans son édition 2024, U.S news & World Report a classé l'université 27e dans la catégorie des universités régionales (Nord).
En 2022, le Times Higher Education World University Rankings a classé Salve dans la 401e - 500e catégorie des collèges américains. La même année, Architectural Digest et Conde Nast Traveler ont tous deux classé l'université comme ayant l'un des plus beaux campus universitaires d'Amérique. En 2018, le magazine Money a classé l'université comme étant l'un des collèges les plus transformateurs des États-Unis.

## Enseignement
L'université propose des diplômes d'associé, de licence, de master et de doctorat dans diverses disciplines. Elle propose trois programmes de doctorat, en relations internationales, en sciences humaines et en analyse du comportement, ainsi qu'un doctorat en sciences infirmières (DNP).
Tous les programmes proposés par l'université sont accrédités par la New England Association of Schools and Colleges et par d'autres organismes pour les programmes professionnels tels que les études commerciales, les arts visuels, le conseil, l'éducation, les soins infirmiers et le travail social.
Selon l'université, au cours des trois années précédant 2016, elle a reçu en moyenne 5 000 demandes d'admission par an, dont 3 000 étudiants provenant de 35 États américains et de 20 autres pays. Salve Regina est connue pour son programme sélectif de soins infirmiers, mais elle propose plus de 40 filières et un certain nombre de programmes d'études à l'étranger.
L'aide financière est offerte par le biais d'une variété de subventions, de bourses, de prêts et d'emplois à temps partiel en alternance. Certains programmes sont financés par des organismes extérieurs et d'autres par l'université elle-même. L'université participe également au programme Post-9/11 GI Bill Yellow Ribbon afin de financer les études des anciens combattants et de leurs familles.

## Sport
L'université évolue en Division III de la National Collegiate Athletic Association.
Elle est membre de la Commonwealth Coast Conference et de sa branche football quasi indépendante, Commonwealth Coast Football, et propose dix sports pour les femmes (football, hockey sur gazon, tennis, cross country, basket-ball, hockey sur glace, volley-ball, softball, athlétisme et crosse), huit pour les hommes (football, cross country, football, basket-ball, hockey sur glace, tennis, base-ball et crosse), et un sport mixte (voile). Elle dispose également d'un programme de sports de club. Les clubs de rugby masculin et féminin participent à la Colonial Coast Rugby Conference.

## Anciens élèves

### Arts
- Kristin Hersh, musicienne
- Betty Hutton, actrice

### Business
- Janet L. Robinson, directrice de publication

### Politiques
- Karen Carroll, avocate
- Kate Sanchez, membre de l'assemblée de Californie

## Source
- (en) Cet article est partiellement ou en totalité issu de l’article de Wikipédia en anglais intitulé « Salve Regina University » (voir la liste des auteurs).